# Die Sünde des Abbé Mouret

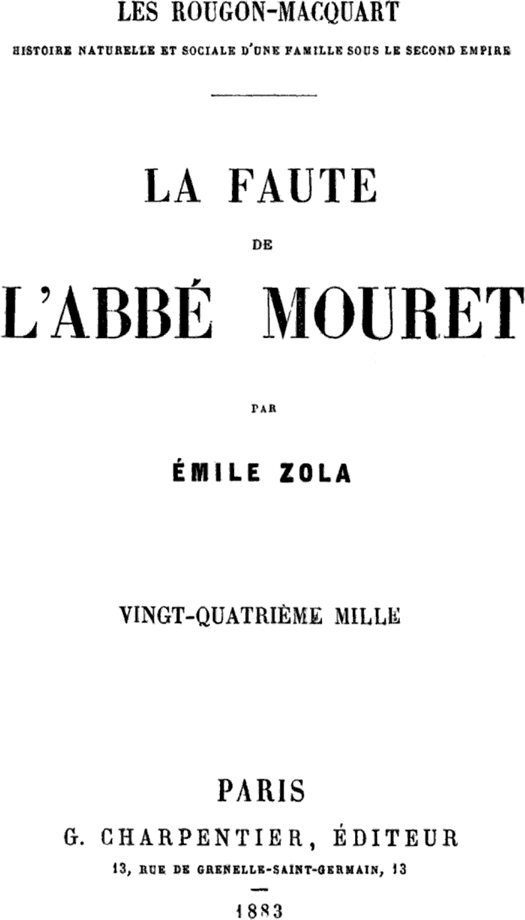
Titelseite Ausgabe aus dem Jahre 1883

Die Sünde des Abbé Mouret (französisch La Faute de l’Abbé Mouret) ist ein 1875 erschienener Roman von Émile Zola. Er bildet den 5. Teil des Rougon-Macquart-Zyklus. Die Handlung spielt im fiktiven kleinen Provinzstädtchen Artauds. Im Mittelpunkt steht Serge Mouret, der dem Leser bereits aus Die Eroberung von Plassans bekannt ist. Ungewöhnlich für Zolas Romane ist, dass hier nur wenige Figuren und Orte beschrieben werden und dass reale Beobachtungen und phantastische Erscheinungen ineinanderfließen.
Der Roman wurde 1970 von Georges Franju verfilmt.

## Handlung
Der neurotische junge Priester Serge Mouret hat eine Pfarrstelle in dem kleinen Städtchen Artauds angetreten. Die Einwohner Artauds sind religiös desinteressiert und durch Inzest erblich geschädigt. Nach einer schweren nervlichen Erkrankung verliert Serge sein Gedächtnis. Auf dem Landgut Le Paradou wird er von Albine, der Tochter des Eigentümers des Guts, gepflegt. Seine medizinische Versorgung übernimmt Doktor Pascal. Die offenbar in der Familie Mouret vererbte Nervenkrankheit wird von Doktor Pascal erforscht und in mehreren Büchern des Zyklus thematisiert. In dessen letztem Roman übernimmt Doktor Pascal die Hauptrolle und präsentiert dort schließlich das Ergebnis seiner Forschungen. Serge kommt langsam wieder zu Kräften. Gemeinsam mit Albine durchstreift er den weitläufigen Garten von Le Paradou, in dem viele schöne und seltene Pflanzen wachsen. Zunächst verbindet ihn eine kindliche Zuneigung zu Albine, aus der allmählich eine geschlechtliche Liebe wird. Er verspricht Albine Treue. Ihr monatelanges Zusammenleben weist Parallelen zum biblischen Sündenfall auf. Als Serge aus der Ferne den Glockenschlag seiner Kirche hört, kehrt seine Erinnerung zurück. Er verlässt das Mädchen und nimmt sein Amt als Pfarrer wieder auf. Albine, die ein Kind von ihm erwartet, sucht eine Aussprache mit Serge, bei der er sich hinter seinen religiösen Verpflichtungen versteckt und alle Verantwortung von sich weist. Als der Versuch, ihn wiederzugewinnen, gescheitert ist, nimmt sich Albine das Leben, indem sie ein Zimmer mit stark duftenden Pflanzen anfüllt und darin einschläft. Serge zelebriert die Beerdigung Albines, ohne eine Regung des Bedauerns zu zeigen.